# 정오의 희망곡 박혜림입니다
《정오의 희망곡 박혜림입니다》는 대한민국의 방송국 광주문화방송의 라디오 채널 광주MBC FM4U에서 낮 12시 ~ 오후 2시까지 방송되는 광주전남 지역의 대중가요 전문 라디오 프로그램이다.
박혜림 DJ는 2015년 6월 29일부터 진행중이며, 2025년 현재 10주년을 맞이했다.
2015년 첫 방송때 틀었던 노래는 박효신과 이소라가 함께 부른 'It's Gonna Be Rolling' 이다.

## 역대 방송시간
| 방송 채널    | 방송 기간                         | 방송 시간                 |
| ------------ | --------------------------------- | ------------------------- |
| 광주MBC FM4U | 1983년 10월 22일 ~ 2022년 1월 2일 | 매일 낮 12:00 ~ 오후 2:00 |
| 광주MBC FM4U | 2022년 1월 3일 ~ 현재             | 평일 낮 12:00 ~ 오후 2:00 |